# 薩克森-哥達-阿爾滕堡的多蘿西亞·瑪麗亞
多蘿西亞·瑪麗亞（德語：Dorothea Maria von Sachsen-Gotha-Altenburg，1674年1月22日—1713年4月18日），薩克森-邁寧根公爵夫人，薩克森-哥達-阿爾滕堡公爵腓特烈一世的女兒。

## 家庭
1704年，多蘿西亞·瑪麗亞和薩克森-邁寧根的恩斯特·路德維希一世結婚，兩人共有2子1女：
1. 恩斯特·路德維希（1709年—1729年）
2. 路易絲·多蘿西亞（1710年—1767年）
3. 卡爾·腓特烈（1712年—1743年）